# La Cova (Hortoneda)
La Cova és una partida rural del terme municipal de Conca de Dalt, a l'antic terme d'Hortoneda de la Conca), al Pallars Jussà. És en territori del poble d'Hortoneda.
Està situat a l'esquerra del barranc de la Masia i a la dreta del barranc del Rebollar, al nord del Planell de Motes i a migdia de la casa de la Molina. És també a ponent de les partides de la Masia i de la Font de l'Escolà, i al nord-oest de la del Prat del Bedoll.
Formen aquesta partida 9,7900 hectàrees de conreus de secà, amb bosquina i pastures.